# Giuseppe Prisco
Giuseppe "Peppino" Prisco (* 10. Dezember 1921 in Mailand; † 12. Dezember 2001 ebenda) war ein italienischer Rechtsanwalt, Fußballfunktionär und Offizieller des Alpini-Regiments in L’Aquila.

## Zeit bei Inter Mailand
Prisco, der neapolitanischer Abstammung war, wurde im Jahr 1929 Fan von Inter Mailand.
Von 1963 bis 2001 war Prisco Vizepräsident der Nerazzurri. Während dieser Zeit gewann Inter zweimal den Europapokal der Landesmeister, dreimal den UEFA-Pokal, zweimal den Weltpokal, sechsmal die italienische Meisterschaft, zweimal den italienischen Pokal und einmal den italienischen Supercup.
Am 12. Dezember 2001 starb Prisco, zwei Tage später fand in der Kirche Santa Maria della Passione die Trauerfeier statt. Dabei nahmen nicht nur der gesamte Verein, sondern auch zahlreiche Anhänger von Inter teil.

## Trivia
- Die offizielle Vereinshymne von Inter, C'è solo l'Inter, ist Prisco gewidmet und zeigt im Intro des Musikvideos einen Ausschnitt aus einem Interview mit ihm.[4]
- In Italien wird jährlich der nach Prisco benannte Prisco Award für Loyalität, Aufrichtigkeit und Zuneigung in bzw. zu der Welt des Sports verliehen.[1][5]
- Den Anhängern von Inter ist Prisco vor allem aufgrund seiner spöttischen und geistreichen Bemerkungen über gegnerische Mannschaften wie den AC Mailand oder Juventus Turin im Gedächtnis geblieben.